# Kirsten Fiedler

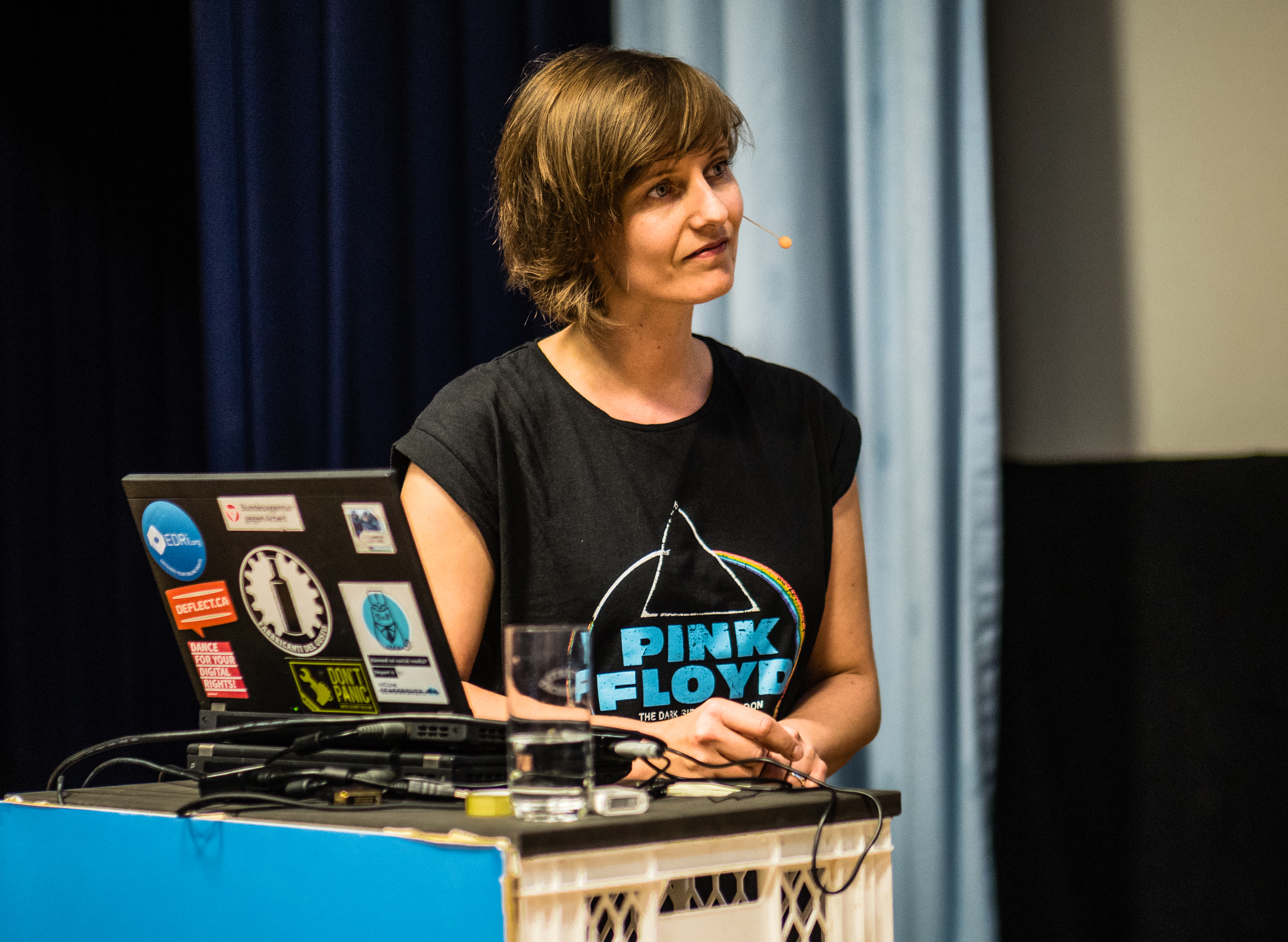
Kirsten Fiedler in 2017

Kirsten Fiedler is een Duitse activist, blogger en beleidsadviseur.

## Biografie
Kirsten Fiedler studeerde Europese studies (talen, recht en economie) in het Verenigd Koninkrijk, Frankrijk en Duitsland. Na haar studie begon ze met het schrijven van blogs over digitale rechten voor online media als netzpolitik.org en kwam in actie voor burgerrechten. Ze is oprichter van NURPA (Net Users' Rights Protection Association), een organisatie die zich inzet voor een neutraal en vrij internet. Van 2011 tot 2018 was ze mede-directeur van EDRi, een koepelorganisatie van digitale burgerrechtenorganisaties en van 2018 tot heden is ze bij dezelfde organisatie werkzaam als beleids- en campagnemanager. Ze is specialist op het gebied van onder andere aftappen van telefonie, misbruik van databases, spam, copyrightzaken, computercriminaliteit en het filteren of blokkeren van het internet.

## Felipe Rodriquez Award
Op 22 januari 2019 nam Kirsten Fiedler de Felipe Rodriquez Big Brother Award in ontvangst. Deze prijs wordt jaarlijks uitgereikt door de Nederlandse digitale burgerrechtenorganisatie Bits of Freedom en is vernoemd naar internetpionier en oprichter van XS4All Felipe Rodriquez. Fiedler ontving de prijs vanwege haar jarenlange inzet voor de Europese digitale burgerrechtenbeweging.